# Élections législatives de 2017 dans le Territoire de Belfort
Les élections législatives françaises de 2017 se dérouleront les 11 et 18 juin 2017. Dans le département du Territoire de Belfort, deux députés sont à élire dans le cadre de deux circonscriptions.

## Élus
| Circonscription                                 | Député sortant   | Parti | Parti | Député élu ou réélu | Parti | Parti |
| ----------------------------------------------- | ---------------- | ----- | ----- | ------------------- | ----- | ----- |
| 1re                                             | Damien Meslot*   |       | LR    | Ian Boucard         |       | LR    |
| 2e                                              | Michel Zumkeller |       | UDI   | Michel Zumkeller    |       | UDI   |
| * député sortant ne se représentant pas en 2017 |                  |       |       |                     |       |       |

## Rappel des résultats départementaux des élections de 2012
| Parti          | Parti                             | Premier tour | Premier tour | Second tour | Second tour | Sièges |
| Parti          | Parti                             | Voix         | %            | Voix        | %           | Sièges |
| -------------- | --------------------------------- | ------------ | ------------ | ----------- | ----------- | ------ |
|                | Parti socialiste                  | 8 822        | 15,71        | 11 949      | 22,16       | 0      |
|                | Mouvement républicain et citoyen  | 8 403        | 14,96        | 12 886      | 23,90       | 0      |
|                | Europe Écologie Les Verts         | 2 099        | 3,74         |             |             | 0      |
|                | Divers gauche                     | 1 862        | 3,32         | 0           |             |        |
|                | Parti radical de gauche           | 293          | 0,52         | 0           |             |        |
|                | Majorité présidentielle           | 21 479       | 38,25        | 24 835      | 46,06       | 0      |
|                |                                   |              |              |             |             |        |
|                | Union pour un mouvement populaire | 11 318       | 20,15        | 15 344      | 28,45       | 1      |
|                | Parti radical                     | 8 502        | 15,14        | 13 741      | 25,48       | 1      |
|                | Droite parlementaire              | 19 820       | 35,29        | 29 085      | 53,94       | 2      |
|                |                                   |              |              |             |             |        |
|                | Front national                    | 9 219        | 16,42        |             |             | 0      |
|                | Front de gauche                   | 2 522        | 4,49         | 0           |             |        |
|                | Mouvement démocrate               | 1 445        | 2,57         | 0           |             |        |
|                | Extrême gauche dont LO et NPA     | 595          | 1,06         | 0           |             |        |
|                | Divers                            | 593          | 1,06         | 0           |             |        |
|                | Extrême droite                    | 245          | 0,44         | 0           |             |        |
|                | Debout la République              | 239          | 0,43         | 0           |             |        |
|                |                                   |              |              |             |             |        |
| Inscrits       | Inscrits                          | 94 966       | 100,00       | 94 959      | 100,00      | 2      |
| Abstentions    | Abstentions                       | 37 888       | 39,9         | 38 448      | 40,49       |        |
| Votants        | Votants                           | 57 078       | 60,1         | 56 511      | 59,51       |        |
| Blancs et nuls | Blancs et nuls                    | 921          | 1,61         | 2 591       | 4,58        |        |
| Exprimés       | Exprimés                          | 56 157       | 98,39        | 53 920      | 95,42       |        |

## Résultats

### Résultats à l'échelle du département
|                                                           |                                      |                           |                           |                          |                          |  |
|                                                           |                                      | Premier tour 11 juin 2017 | Premier tour 11 juin 2017 | Second tour 18 juin 2017 | Second tour 18 juin 2017 |  |
|                                                           |                                      |                           |                           |                          |                          |  |
|                                                           |                                      | Nombre                    | % des inscrits            | Nombre                   | % des inscrits           |  |
| Inscrits                                                  | Inscrits                             | 95 378                    | 100,00                    | 95 335                   | 100,00                   |  |
| Abstentions                                               | Abstentions                          | 48 019                    | 50,35                     | 53 195                   | 55,80                    |  |
| Votants                                                   | Votants                              | 47 359                    | 49,65                     | 42 140                   | 44,20                    |  |
|                                                           |                                      |                           | % des votants             |                          | % des votants            |  |
| Bulletins blancs                                          | Bulletins blancs                     | 901                       | 1,90                      | 3 529                    | 8,37                     |  |
| Bulletins nuls                                            | Bulletins nuls                       | 408                       | 0,86                      | 1 841                    | 4,37                     |  |
| Suffrages exprimés                                        | Suffrages exprimés                   | 46 050                    | 97,24                     | 36 770                   | 87,26                    |  |
|                                                           |                                      |                           |                           |                          |                          |  |
| Étiquette politique                                       | Étiquette politique                  | Voix                      | % des exprimés            | Voix                     | % des exprimés           |  |
|                                                           |                                      |                           |                           |                          |                          |  |
|                                                           | Front national                       | 7 568                     | 16,43                     |                          |                          |  |
|                                                           | Mouvement démocrate                  | 7 379                     | 16,02                     | 9 131                    | 24,83                    |  |
|                                                           | La République en marche              | 6 836                     | 14,84                     | 8 415                    | 22,89                    |  |
|                                                           | Les Républicains                     | 5 493                     | 11,92                     | 9 410                    | 25,59                    |  |
|                                                           | La France insoumise                  | 5 465                     | 11,86                     |                          |                          |  |
|                                                           | Union des démocrates et indépendants | 5 386                     | 11,69                     | 9 814                    | 26,69                    |  |
|                                                           | Parti socialiste                     | 3 467                     | 7,53                      |                          |                          |  |
|                                                           | Écologiste                           | 1 486                     | 3,23                      |                          |                          |  |
|                                                           | Divers                               | 1 302                     | 2,83                      |                          |                          |  |
|                                                           | Parti communiste français            | 667                       | 1,45                      |                          |                          |  |
|                                                           | Debout la France                     | 506                       | 1,10                      |                          |                          |  |
|                                                           | Extrême gauche                       | 495                       | 1,07                      |                          |                          |  |
| Source : Ministère de l'Intérieur - Territoire de Belfort |                                      |                           |                           |                          |                          |  |

### Résultats par circonscription

#### Première circonscription
Député sortant : Damien Meslot (Les Républicains).
|                                                                                       |                                                                     |                           |                           |                          |                          |
|                                                                                       |                                                                     | Premier tour 11 juin 2017 | Premier tour 11 juin 2017 | Second tour 18 juin 2017 | Second tour 18 juin 2017 |
|                                                                                       |                                                                     |                           |                           |                          |                          |
|                                                                                       |                                                                     | Nombre                    | % des inscrits            | Nombre                   | % des inscrits           |
| Inscrits                                                                              | Inscrits                                                            | 47 873                    | 100,00                    | 47 840                   | 100,00                   |
| Abstentions                                                                           | Abstentions                                                         | 24 061                    | 50,26                     | 26 671                   | 55,75                    |
| Votants                                                                               | Votants                                                             | 23 812                    | 49,74                     | 21 169                   | 44,25                    |
|                                                                                       |                                                                     |                           | % des votants             |                          | % des votants            |
| Bulletins blancs                                                                      | Bulletins blancs                                                    | 430                       | 1,81                      | 1 719                    | 8,12                     |
| Bulletins nuls                                                                        | Bulletins nuls                                                      | 200                       | 0,84                      | 909                      | 4,29                     |
| Suffrages exprimés                                                                    | Suffrages exprimés                                                  | 23 182                    | 97,35                     | 18 541                   | 87,59                    |
|                                                                                       |                                                                     |                           |                           |                          |                          |
| Candidat Étiquette politique (partis et alliances)                                    | Candidat Étiquette politique (partis et alliances)                  | Voix                      | % des exprimés            | Voix                     | % des exprimés           |
|                                                                                       |                                                                     |                           |                           |                          |                          |
|                                                                                       | Christophe Grudler Mouvement démocrate (La République en marche)    | 7 379                     | 31,83                     | 9 131                    | 49,25                    |
|                                                                                       | Ian Boucard Les Républicains (Union des démocrates et indépendants) | 5 493                     | 23,70                     | 9 410                    | 50,75                    |
|                                                                                       | Jean-Raphaël Sandri Front national                                  | 4 057                     | 17,50                     |                          |                          |
|                                                                                       | Anais Beltran La France insoumise                                   | 2 821                     | 12,17                     |                          |                          |
|                                                                                       | Bastien Faudot Parti socialiste (Mouvement républicain et citoyen)  | 2 110                     | 9,10                      |                          |                          |
|                                                                                       | Philippe Legros Divers                                              | 431                       | 1,86                      |                          |                          |
|                                                                                       | Sabine Verdant Parti communiste français                            | 334                       | 1,44                      |                          |                          |
|                                                                                       | Christiane Petitot Lutte ouvrière                                   | 243                       | 1,05                      |                          |                          |
|                                                                                       | Jonathan Vallart Divers (Union populaire républicaine)              | 175                       | 0,75                      |                          |                          |
|                                                                                       | Mustafa Cetin Divers (Parti égalité et justice)                     | 139                       | 0,60                      |                          |                          |
|                                                                                       | Romain Lagache Divers                                               | 0                         | 0,00                      |                          |                          |
| Source : Ministère de l'Intérieur - Première circonscription du Territoire de Belfort |                                                                     |                           |                           |                          |                          |

#### Deuxième circonscription
Député sortant : Michel Zumkeller (Union des démocrates et indépendants).
|                                                                                       |                                                                                           |                           |                           |                          |                          |
|                                                                                       |                                                                                           | Premier tour 11 juin 2017 | Premier tour 11 juin 2017 | Second tour 18 juin 2017 | Second tour 18 juin 2017 |
|                                                                                       |                                                                                           |                           |                           |                          |                          |
|                                                                                       |                                                                                           | Nombre                    | % des inscrits            | Nombre                   | % des inscrits           |
| Inscrits                                                                              | Inscrits                                                                                  | 47 505                    | 100,00                    | 47 495                   | 100,00                   |
| Abstentions                                                                           | Abstentions                                                                               | 23 958                    | 50,43                     | 26 524                   | 55,85                    |
| Votants                                                                               | Votants                                                                                   | 23 547                    | 49,57                     | 20 971                   | 44,15                    |
|                                                                                       |                                                                                           |                           | % des votants             |                          | % des votants            |
| Bulletins blancs                                                                      | Bulletins blancs                                                                          | 471                       | 2,00                      | 1 810                    | 8,63                     |
| Bulletins nuls                                                                        | Bulletins nuls                                                                            | 208                       | 0,88                      | 932                      | 4,44                     |
| Suffrages exprimés                                                                    | Suffrages exprimés                                                                        | 22 868                    | 97,12                     | 18 229                   | 86,92                    |
|                                                                                       |                                                                                           |                           |                           |                          |                          |
| Candidat Étiquette politique (partis et alliances)                                    | Candidat Étiquette politique (partis et alliances)                                        | Voix                      | % des exprimés            | Voix                     | % des exprimés           |
|                                                                                       |                                                                                           |                           |                           |                          |                          |
|                                                                                       | Bruno Kern La République en marche                                                        | 6 836                     | 29,89                     | 8 415                    | 46,16                    |
|                                                                                       | Michel Zumkeller (député sortant) Union des démocrates et indépendants (Les Républicains) | 5 386                     | 23,55                     | 9 814                    | 53,84                    |
|                                                                                       | Laila Leroy Front national                                                                | 3 511                     | 15,35                     |                          |                          |
|                                                                                       | Laurent Soler La France insoumise                                                         | 2 644                     | 11,56                     |                          |                          |
|                                                                                       | Vincent Jeudy Europe Écologie Les Verts                                                   | 1 486                     | 6,50                      |                          |                          |
|                                                                                       | Maude Clavequin Parti socialiste                                                          | 1 357                     | 5,93                      |                          |                          |
|                                                                                       | Jean-Christophe Muringer Debout la France                                                 | 506                       | 2,21                      |                          |                          |
|                                                                                       | Jean Parenty Parti communiste français                                                    | 333                       | 1,46                      |                          |                          |
|                                                                                       | Noureddine Lemqaddeh Divers (Parti égalité et justice)                                    | 257                       | 1,12                      |                          |                          |
|                                                                                       | Jean-Marie Pheulpin Lutte ouvrière                                                        | 252                       | 1,10                      |                          |                          |
|                                                                                       | Philippe Marceau Divers (Union populaire républicaine)                                    | 167                       | 0,73                      |                          |                          |
|                                                                                       | Marc Archambault Divers                                                                   | 133                       | 0,58                      |                          |                          |
| Source : Ministère de l'Intérieur - Deuxième circonscription du Territoire de Belfort |                                                                                           |                           |                           |                          |                          |